# Feketedő galambgomba
A feketedő galambgomba (Russula densifolia) az Agaricomycetes osztályának galambgomba-alkatúak (Russulales) rendjébe, ezen belül a galambgombafélék (Russulaceae) családjába tartozó, Eurázsiában és Észak-Amerikában honos, savanyú talajú erdőkben élő, ehető gombafaj.

## Megjelenése
A feketedő galambgomba kalapja 5-14 cm széles, alakja fiatalon szélesen domború, majd laposan kiterül, közepe bemélyedhet, sekélyen tölcséressé is válhat. Színe kezdetben fehér, aztán a közepétől kezdődően szürke-, korombarna, vagy olívfeketés színűre változik; széle sokáig világos marad. Felülete sima vagy finoman nemezes, fiatalon tapadós, később száraz és matt. A kalap bőre könnyedén lejön kb. a kalap feléig.
Húsa kemény, fehér; sérülésre lassan elvörösödik, majd szürkül, végül krómszürkére, -barnára változik. Íze enyhe, a lemezei kissé csípősek; szaga nem jellegzetes. 
Sűrűn álló lemezei tönkhöz nőttek vagy nagyon kevéssé lefutók. Színük fehéres-krémszínű; idősen sárgás. Sérülésre vörösödnek, majd feketednek. 
Tönkje 1,5-9 cm magas és 1-3,5 cm vastag. Színe fiatalon fehér, majd a kalaphoz hasonlóan sötétedik. Sérülésre félórán belül vörösödik, majd feketedik. Felülete sima vagy finoman nemezes.
Spórapora fehér. Spórája közel gömbszerű vagy széles ellipszis alakú, felületén 0,7 µm magas szemölcsök találhatók, amelyeket részleges vagy teljes hálózatot alkotó tarajok kötnek össze; mérete 7-11 x 6-8,5 µm.  

### Hasonló fajok
A szenes galambgomba, a csípőslemezű galambgomba, a rózsáslemezű és a színváltó galambgomba hasonlíthat hozzá. 

## Elterjedése és termőhelye
Eurázsiában és Észak-Amerikában honos. Magyarországon ritka.  
Savanyú talajú lomb- és fenyőerdőkben él, többek között bükkel és luccal alkot mikorrhizás kapcsolatot. Júniustól szeptemberig terem. 
Ehető, de nem túl ízletes gomba és ritkasága miatt is kímélendő.

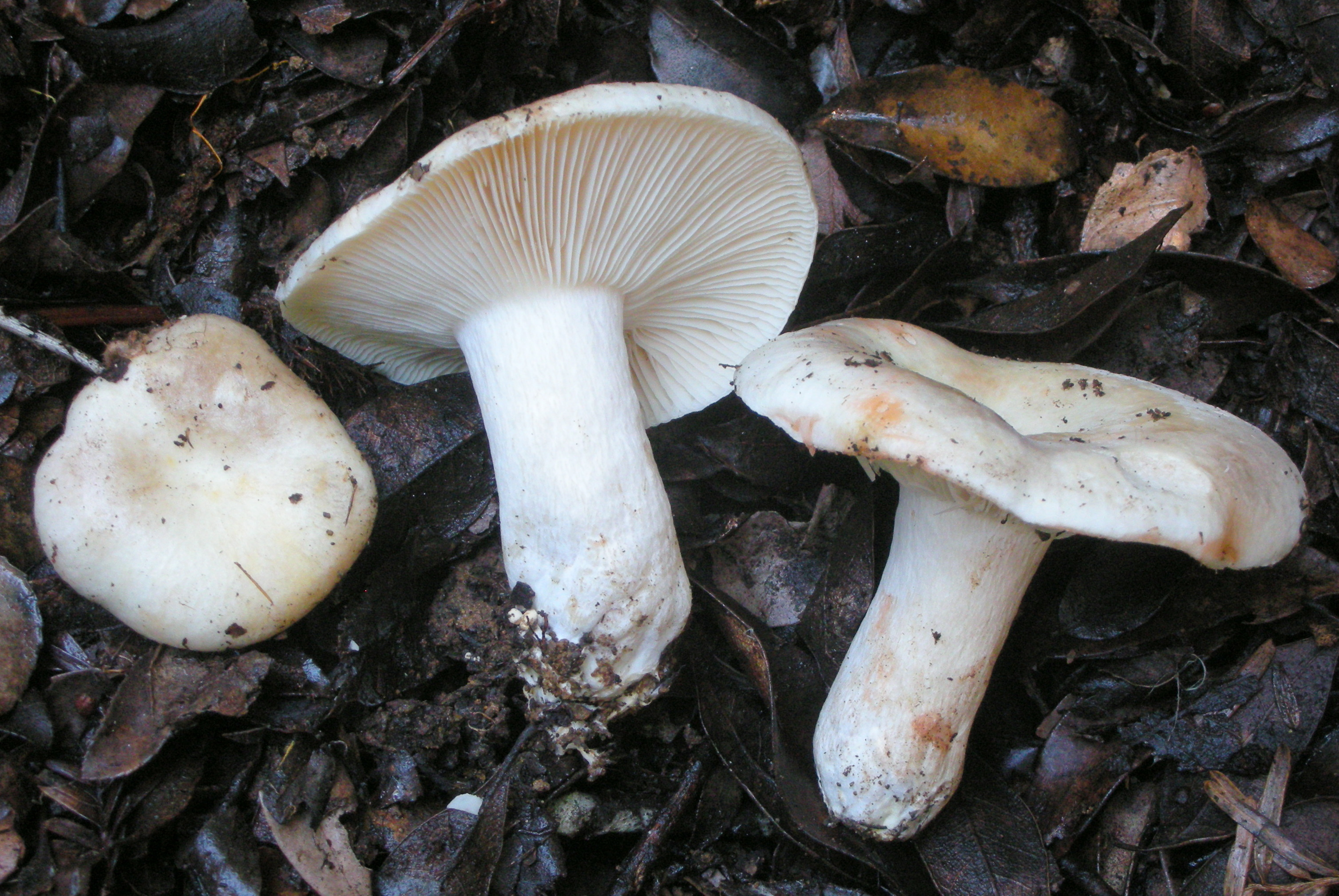
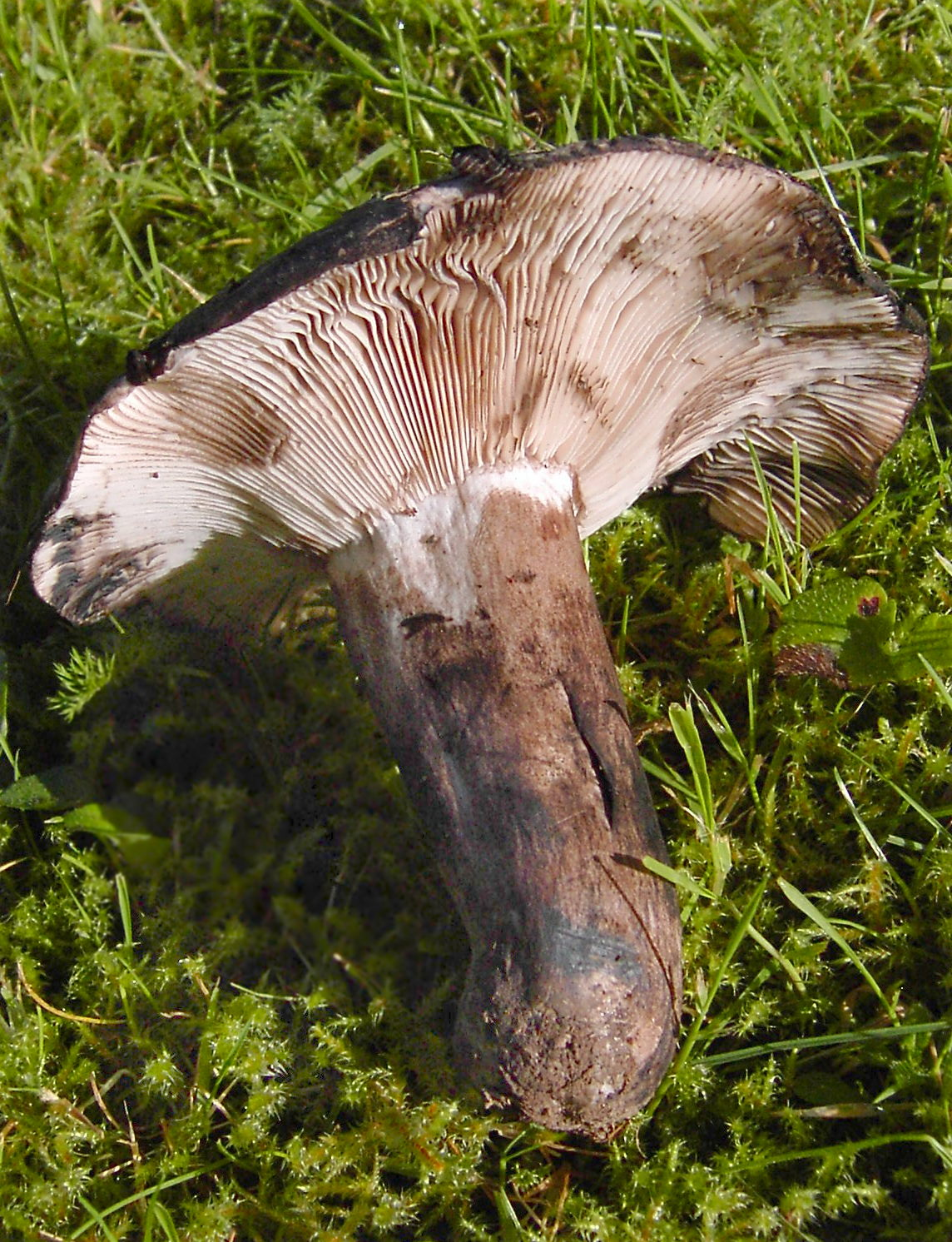
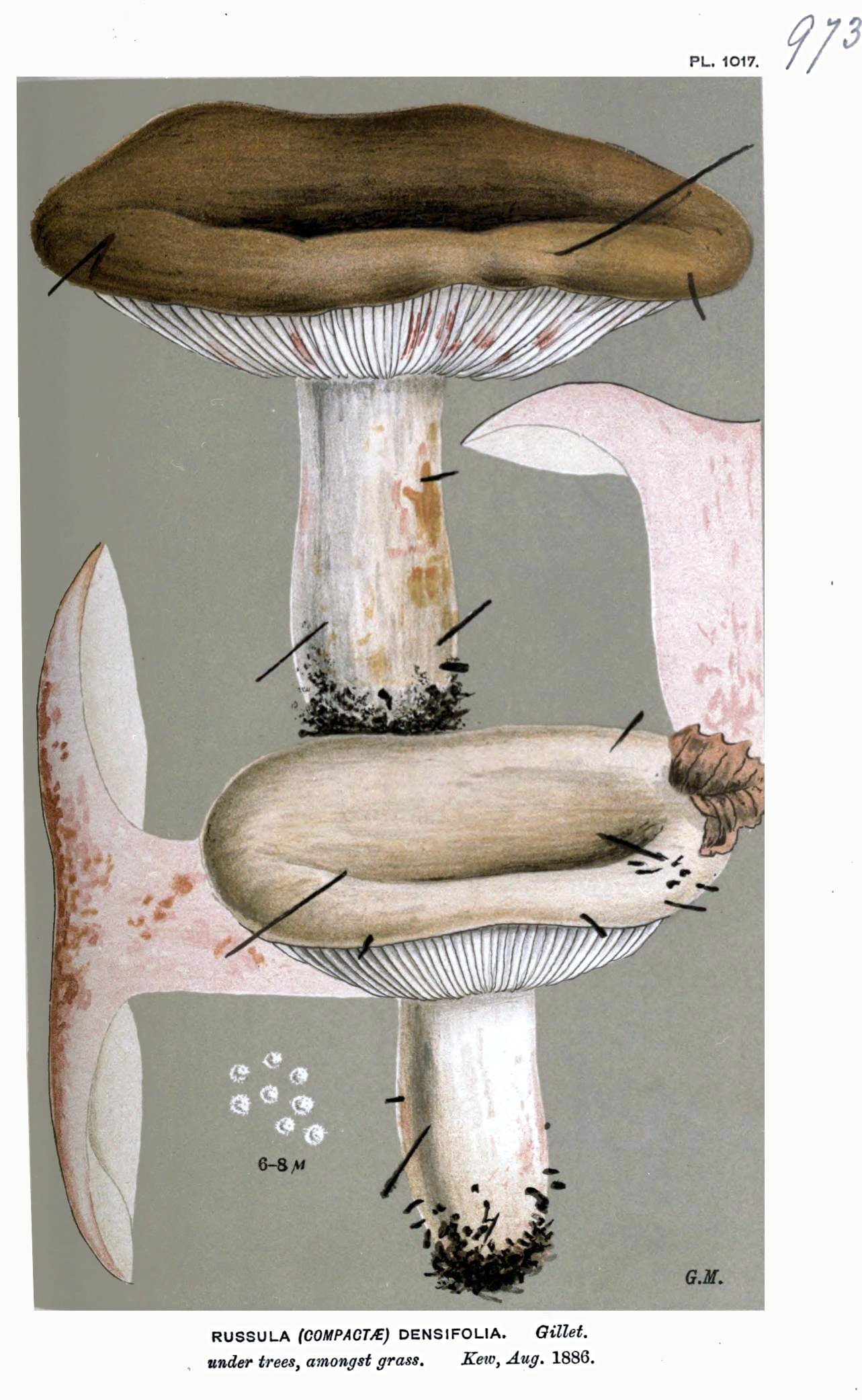
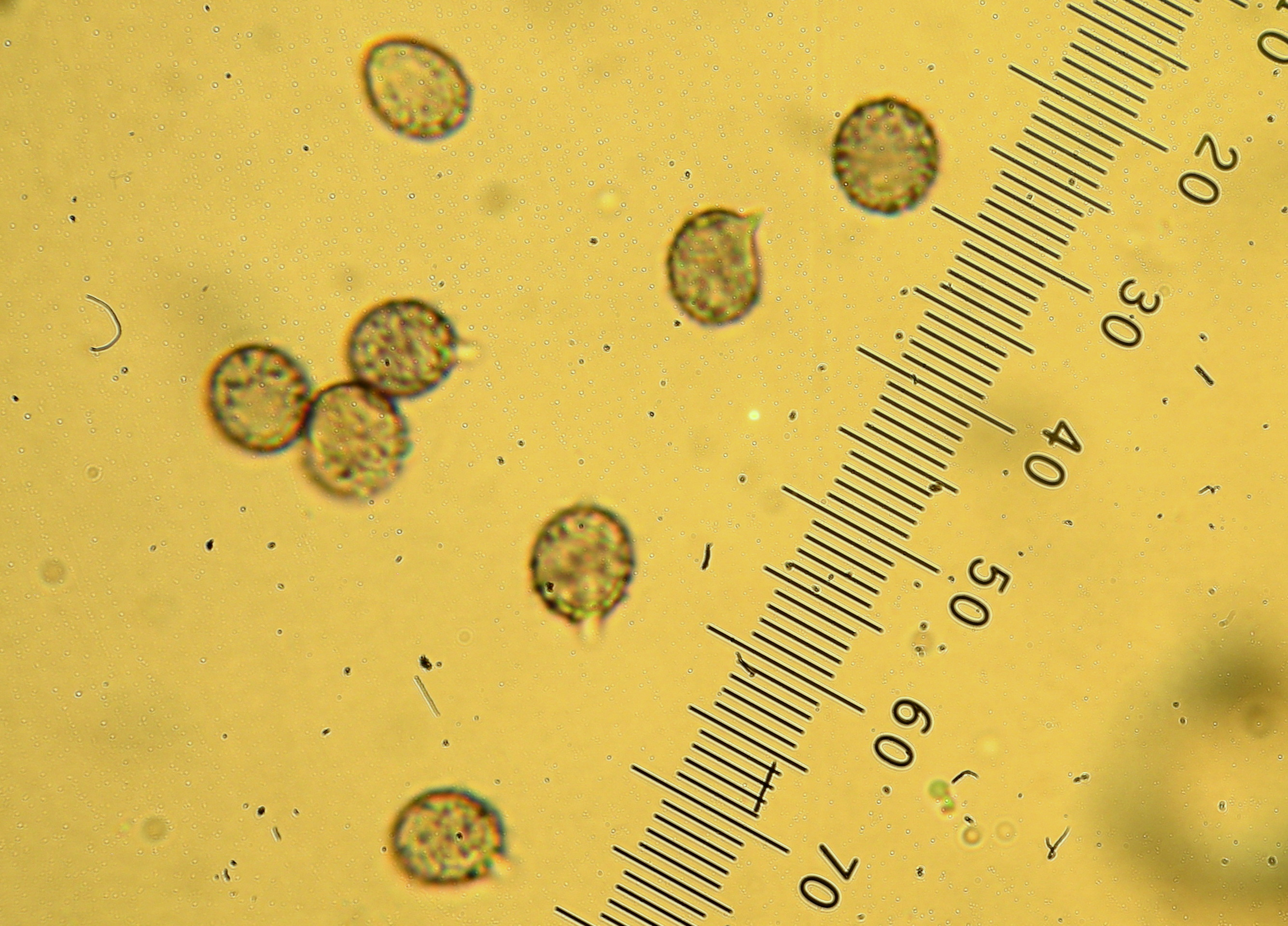